# StarCraft II: Heart of the Swarm
StarCraft II: Heart of the Swarm (traducido como El Corazón del Enjambre) es la secuela y expansión del juego de estrategia en tiempo real y temática militar de ciencia ficción StarCraft II: Wings of Liberty. Es la segunda parte de la trilogía de StarCraft II. La tercera parte se titula Legacy of the Void.
La expansión incluye unidades adicionales y cambios en el modo multijugador respecto a Wings of Liberty, así como la continuación de la campaña centrándose en la raza Zerg. Cuenta con 27 misiones y tiene el precio característico de una expansión. La fecha de lanzamiento fue 12 de marzo de 2013.

## Juego
La historia del juego se desarrolla 2 años después de su precursor, en 2010. El jugador tomará la perspectiva de Sarah Kerrigan, recientemente devuelta a su forma humana.

## Personajes
- Sarah Kerrigan: Protagonista del juego, el jugador asume su rol desde un punto de vista de tercera persona como anteriormente lo hizo en Wings of Liberty con Raynor. Kerrigan fue una vez la criatura más temida del Sector Koprulu, conocida como "La Reina de Espadas" (Reina de Cuchillas en Latinoamérica) al mando del poderoso enjambre Zerg, fue restaurada a su forma humana gracias a los artefactos Xel'Naga y a los rebeldes de Raynor tras una feroz batalla en su base de operaciones en Char, ahora Kerrigan liberada del control Zerg busca venganza en contra de quién la hizo sufrir ese destino 5 años atrás, el Emperador Arcturus Mengsk, pero primero, debe retomar el control del enjambre llevarlo a un nuevo estado de evolución para que el enjambre sea más fuerte que nunca.

- Jim Raynor: Protagonista de Wings of Liberty, Raynor es un terran de fuerte carácter al mando de una organización de rebeldes junto a Matt Horner. Su pasado tormentoso con Sarah, su conexión con los protoss, y su estado de terrorista y del "hombre más buscado del sector Koprulu" hacen de Raynor un capitán único y decidido. En el anterior juego, su tormento llegó a su fin al desinfestar a Kerrigan, sin embargo, el papel de Raynor en la segunda gran guerra está lejos de terminar.

- Zeratul: Prelado Oscuro de los templarios Tétricos y gran amigo de Raynor, Zeratul luchó junto al mismo, Fenix, Artanis y Tassadar contra la supermente en Aiur y en numerosas ocasiones contra Kerrigan durante la guerra de Especies. Tras su encuentro con Samir Durán en la luna oscura, Zeratul se ha visto sumergido en una interminable búsqueda sobre la verdad de la profecía Xel'Naga y los Híbridos, así como el origen de los Zerg y el papel tan importante que tiene Kerrigan en la lucha contra Amon.

- Arcturus Mengsk: Emperador del dominio terran y principal antagonista del juego, Mengsk dejó atrás a Kerrigan durante la batalla de Nueva Gettysburg y persiguió a Raynor por desertar en los hijos de Korhal, Mengsk es un hombre ambicioso, que prefiere ver el sector convertido en cenizas antes de perder el poder.

- Alexei Stukov: Excomandante de la UED, asesinado por Duran durante la guerra de especies, y posteriormente resucitado por Kaloth como un Terran Infestado, Alexei fue luego desinfestado por Taldarin, Artanis y Raynor y una vez más infectado por pruebas realizadas por el dominio, Stukov reclama que no tiene otro lugar más que el servir al enjambre y a Kerrigan.

- Matt Horner: Capitán del Hyperion y gran amigo de Raynor, Matt presenció la historia de Sarah Kerrigan, Jim, y el nacimiento de los rebeldes de Raynor.

- Valerian Mengsk: Hijo de Arcturus, traicionó a su padre y se alió con Raynor en su cruzada por salvar a Kerrigan en Char.

- Abathur: Abathur es un organismo antiguo que ha fungido como “maestro de evolución”, la mano que modifica las cadenas de ADN zerg para crear mutaciones de criaturas existentes y cepas totalmente nuevas. Si se le permite operar por su cuenta, Abathur aborda la evolución del Enjambre de manera poco ortodoxa, pues consume tejido viviente para disolverlo en componentes genéticos fáciles —si dolorosos— de reensamblar.

## Unidades del juego
En la conferencia de Blizzard de 2011, BlizzCon, se anunció que Heart Of The Swarm presentaría 7 nuevas unidades multijugador, a la par que 3 de las anteriores serán borradas y cambiarían las habilidades de las unidades y de los edificios ya existentes. Las modificaciones exactas han ido cambiando desde dicho anuncio.
Tal como se sabe los edificios y unidades son completamente difirentes que de la campaña, igualmente que no hay las mismas unidades adicionales de la campaña en el modo multijugador
 Unidades Terran
- VCE (SCV) (Construye edificios terran, repara estructuras, recolecta recursos)
- Soldado (Marine) (Ataca a unidades aéreas y terrestres, puede usar Paquetes de Estimulantes)
- Persecutor (Marauder) (Ataca a unidades terrestres, puede usar Paquetes de Estimulantes)
- Segador (Reapers) (Ataca a unidades terrestres, Puede saltar elevaciones y puede regenerar vida cuando  no está en combate)
- Fantasma (Ghost) (Ataca a unidades terrestres y aéreas, puede usar Misil PEM, Invisibilidad, Ataque Nuclear, Disparo de precisión)
- Vikingo (Viking) (Puede atacar a unidades aéreas en modo Caza y a unidades terrestres en modo Asalto)
- Átropos (Banshee) (Ataca a unidades terrestres, puede volverse inviisble)
- Thor (Thor) (Ataca a unidaes aéreas y terrestres, puede usar Descarga Explosiva y Descarga de Gran Impacto)
- Crucero de Batalla (Battlecruiser) (Ataca a unidades aéreas y terrestres, puede usar Cañón Yamato)
- Cuervo (Raven) (Irradiador aéreo, puede usar Torreta automática, Misil Rastreador, Robot de Denfensa de Punto, Detector)
- Tanque de Asedio (Siege tank) (Ataca a unidades a unidades terrestres, puede pasar a Mdo Asedio y Modo Tanque)
- Erebion (Hellion) (Ataca a unidades terrestres en una línea, se transforma a Murciélago Infernal)
- Medevac (Medivac) (Transporte aéreo, puede cargar unidades terrestres, puede usar Postcombustión)
- Murciélago Infernal (HellBat) (Ataca a unidades terrestres en un cono corto frente a él, Se transforma en Erebion)
- Mina Viuda (Widow Mine) (Ataca a unidades aéreas y terrestres en una zona reducida cada 40 segundos, es invisible al enterrarse)

Unidades Zerg
- Larva (Larva) (Muta en unidades Zerg, vida muy baja pero muy resistente, no se puede mover a ubicaciones ordenadas, muere fuera de biomateria)
- Zángano (Drone) (Muta en edificios y recolecta recursos, terrestre)
- Superamo (Overlord) (Genera más suministros, muta en Ovservador, aéreo)
- Cucaracha (Roach) (Ataca a distancia a unidades terrestres, regenera vida y puede moverse enterrada, terrestre)
- Zergling (Zergling) (Ataque cuerpo a cuerpo, muy veloz, puede mutar en Pesteling, terrestre)
- Hidralisco (Hydralisk) (Ataca a distancia a unidades aéreas y terrestres, terrestre)
- Mutalisco (Mutalisk) (Ataca a unidades aéreas y terrestres golpeando a 3 objetivos, voladora)
- Pesteling (Baneling) (Ataca a unidades terrestres, muere al atacar, fácil de matar, terrestre)
- Ultralisco (Ultralisk) (Ataca a múltiples unidades terrestres, muy resiste e inmune a muchas habilidades, terrestre)
- Infestador (Infestor) (No ataca, usa Parásito Neural, Crecimiento Fungico, Terran Infestado, terrestre )
- Reina (Queen) (Ataca a unidades aéreas y terrestres, Genera Tumores de BioMateria, larvas y Sana a unidades seleccionadas, terrestre)
- Envilecedor (Corruptor) (Ataca a unidades aéreas, puede usar envilecimiento, puede mutar en Señor de la Prole, aérea)
- Supervisor (Overseer) (No ataca, puede usar Engendrar Mudaling, Contaminar, detecta unidades enterradas, invisibles y alucinadas, aérea)
- Oruga Nydus (Nydus Worm) (No ataca, puede mueve unidades zerg propias del jugador, puede engendrarse una a una en la Red Nydus, terrestre)
- Señor de la Prole (Brood Lord) (Ataca a unidades terrestres, inmune a muchas habilidades, aérea)
- Gestador (Swarm Host) (No ataca, puede enterrarse para generar dos langostas cada 25 segundos, invisible al enterrarse, terrestre)
- Víbora (Viper) (Irradiador aéreo, no ataca, puede usar Consumir, Nube cegadora y Abducir, aérea)

Unidades Protoss
- Sonda (Probe) (Invoca[Construye] estructuras, recolecta recursos)
- Fanático (Zealot) (Ataca a unbidades terrestres, puede usar Cargar)
- Inmortal (Immortal) (Ataca a unidades terrestres, resiste a ataques poderosos, pero débil a ataques rápidos)
- Centinela (Sentry) (Ataca a unidades terrestres y aéreas, puede usar Campo de Fuerza, Escudo Guardián y Alucinaciones)
- Acechador (Stalker) (Ataca a unidades terrestres y aéreas, puede usar Traslación)
- Prisma de distorsión (Warp Prism) (Teletrasporte aéreo, puede cargar unidades y pasar a Modo Fase creando un campo de energía reducido)
- Fénix (Phoenix) (Ataca a unidades aéreas, puede usar Haz Gravitón, permitiendo a otros Fénix atacar a la unidad terrestre levantada en el aire)
- Coloso (Colossus) (Ataca a unidades terrestres larga distancia, puede ser atacado por Envilecedores y Vikingos, puede subir elevaciones)
- Rayo de Vacío (Void Ray) (Ataca a unidades aéreas y terrestres, puede usar Alineamiento Prismático causando mucho más daño a su objetivo)
- Arconte (Archon) (Ataca a unidades terrestres y aeres, Fácil de matar con ataques veloces, No se puede invocar, requiere fusionar dos templarios)
- Templario Tétrico (Dark Templar) (Ataca a unidades terrestres, invisible permanentemente, Se fusiona con otro templario para hacer un Arconte)
- Núcleo de Nave Nodriza (MotherShip Core) (Ataca a unidades terrestres, puede usar Sobrecarga de Fotones, Retirada en Masa y Distorsión temporal)
- Portanaves (Carrier) (No ataca, envía Interceptores a atacar, puede cargar 8 de estos, inicia con 4, cada uno cuesta 25 minerales)
- Observador (Observer) (No ataca, detecta enemigos invisibles, alucinaciones y enterrados, permanentemente invisible)
- Alto Templario (High Templar) (Irradiador terrestre, puede usar RetroAlimentación y Tormenta Psionica, se fusiona en Arconte)
- Nave Nodriza (MotherShip) (Mejora del Núcleo de Nave Nodriza, ataca a unidades terrestres y aéreas, puede usar Retirada en Masa y Distrosion Temporal, )
- Tempestad (Tempest) (Unidad voladora anti terrestre y aéreo, se especializa contra unidades gigantes aéreas)
- Oráculo (Oracle) (Unidad voladora de energía, usa habilidad anti terrestre, visión temporal del enemigo, y prisma de estasis)

## Argumento
La trama de Heart of the Swarm comienza donde se quedó en Wings of Liberty. Se centrará en la raza Zerg y en Sarah Kerrigan como protagonista con el arquetipo de antihéroe. La campaña comienza con la misión de Kerrigan de asumir el liderazgo del enjambre una vez recobrada su forma humana, con el fin de vengarse de Arcturus Mengsk, Emperador del Dominio Terran. Los Zerg se han dividido en varias facciones al quedar dispersas sin líder. Sarah Kerrigan tratará de recuperar el control de las proles rivales, lideradas por poderosas reinas, mientras que el General Warfield del Dominio tratará de erradicar a los Zerg en Char. Además, un teaser trailer del juego muestra que Nova está dirigiendo a los Fantasmas Terran a infiltrarse en una estructura para ordenarles que encuentren a Kerrigan.La gente de cotas entre el caos del ataque, Raynor persigue a un par de Fantasmas hasta una habitación. Los Fantasmas cierran la puerta detrás de ellos y de repente tiene lugar una explosión. Raynor retira los restos de la puerta destrozada y encuentra a Kerrigan con un traje de Fantasma Terran. Ella se vuelve hacia él.

## Desarrollo
El desarrollo de StarCraft II fue anunciado el 19 de mayo de 2007, en la Blizzard Worldwide Invitational en Seúl, Corea del Sur. En junio de 2008 en la Blizzard Worldwide Invitational, el Vicepresidente Ejecutivo de Blizzard Rob Pardo dijo que StarCraft II sería editado como una trilogía, iniciada con Wings of Liberty, centrada en los Terran, seguida por Heart of the Swarm, en torno a los Zerg, y, por último Legacy of the Void, dedicada a los Protoss. El equipo de guion de Blizzard ya se encontraba trabajando en Heart of the Swarm en los inicios de 2010 mientras se refinaba la experiencia de juego de Wings of Liberty Wings of Liberty fue publicado el 27 de julio de 2010 con críticas positivas.
Blizzard nunca ha previsto el lanzamiento de Heart of the Swarm antes del fin de 2011. En torno a marzo de 2011, el jefe de diseño Dustin Browder estimó que el juego tardaría "aproximadamente un año" hasta su finalización. Por julio de 2011, la primera parte del juego estaba finalizada, así como muchos de sus cortes cinemáticos.
Varias actualizaciones se llevarán a cabo en el motor gráfico del juego, incluyendo mejoras en el aspecto y el comportamiento de los Zerg y su biomateria, además de algunas mejoras en el renderizado de los entornos del videojuego. Sin embargo, la expansión tendrá los mismos requisitos de hardware que Wings of Liberty.
El 30 de abril de 2012, Blizzard anuncia que la última versión de desarrollo de Heart of the Swarm será jugable en el MLG Spring Championship (días 8 al 10 de junio) antes del lanzamiento de la beta. No se dieron fechas específicas.
El 15 de junio de 2012, el juego ha sido completado. Solo faltan los retoques y el acabado. No se especificó una fecha de lanzamiento.
El 4 de septiembre de 2012, se ha declarado a través de Blizzard que empezaron las pruebas del beta del juego.